# Bäckerblume
Die Bäckerblume (Eigenschreibweise: BÄCKERBLUME) ist eine seit 1954 erscheinende Kundenzeitschrift, die wöchentlich kostenlos in rund 3500 Bäckereien deutschlandweit ausgelegt wird. Am Anfang noch unter dem Namen „Bäckerkurier“ bekannt, wurde sie Mitte der 1970er Jahre umbenannt. Das heute zwölf Seiten umfassende Heft informiert über das Bäckerhandwerk, Ernährung und enthält Kochrezepte, ein Wochen-Horoskop sowie Kreuzworträtsel. Auch ist eine erweiterte Form der Zeitschrift mit TV-Programm und Rätselteil erhältlich. Bäckereien können auf der Vorder- und Rückseite ihre eigene Werbung eindrucken lassen.
Die Druckauflage lag in den 1970er Jahren bei rund 890.000 Exemplaren, 2004 war sie auf 186.596 und 2024 auf 83.388 geschrumpft.
Publiziert wird die Bäckerblume von der B&L Mediengesellschaft mbH & Co. KG in Hilden, die auch eine Kundenzeitschrift für das deutsche Fleischerhandwerk herausbringt (Lukullus). Für die Anzeigenverwaltung ist die B&R Medienservice GmbH zuständig.
Der Lukullus-Verlag wurde 1952 von Trude Zaeck van Heel und ihrem Ehemann, dem Verleger Bernhard Zaeck van Heel, in Erkrath gegründet.

## Mediale Wirkung
Die Bäckerblume wird in der Medienbranche häufig als Synonym für ein journalistisch leichtgewichtiges Medium herangezogen. Durch regelmäßiges Auftauchen in Fachdiskussionen und bei spöttischer Bewertung journalistischer Tätigkeiten ist sie für ein Gratismagazin außergewöhnlich bekannt. Als der ehemalige Stern-Redakteur Michael Schophaus dort als Chefredakteur tätig war, konnte er sich vor Häme in den Medien kaum retten. Die Zeitschrift Die Woche vermutete im November 1999, dass Schophaus „mit seinem Brötchengeber so selbstironisch umgeht wie Harald Juhnke mit seinen Alkoholproblemen“ und rief ihn zum „journalistischen Absteiger des Jahres“ aus. Die Süddeutsche Zeitung schrieb damals „Hier ist der Spott das tägliche Brot“, während ihn die Rheinische Post mit der Zeile „Die Bäckerblume lässt sich nicht knicken!“ aufmunterte.

## Trivia
Hape Kerkeling erwähnte sie in seinem Buch Ich bin dann mal weg:

„Meinen ‚Camino bei Sonnenaufgang‘ wird die ‚Bäckerblume‘ zum Pilgerfoto des Jahres küren müssen.“

1980 stellte sich Marius Müller-Westernhagen im Film Theo gegen den Rest der Welt als Auslandskorrespondent der Bäckerblume vor.
In Ausgabe 10/1988 des Satiremagazins Titanic befasste sich der damalige Redakteur Hans Zippert spöttisch, aber ernsthaft mit der Bäckerblume:
„Gekauft wird die Bäckerblume nämlich vom Bäcker persönlich, genauer gesagt von 10.000 Bäckern in ganz Deutschland, auf die sich die Auflage von 800.000 verteilt. Wir, die Bäckerkunden, können also völlig ungeniert die Bäckerblume in der Einkaufstasche verschwinden lassen, denn das Bezahlen hat bereits jemand anderes für uns erledigt.
(…)
Wie sieht denn nun die tägliche Redaktionsroutine aus? Kochbücher, Firmenprospekte über neue Kaffeemaschinen oder 3-Stufen-Entsafter, Schwab- und Otto-Kataloge werden ausgeschlachtet, mit Genehmigung natürlich, umgeschrieben und unnachahmlich bäckerblumig layoutet.
Es kommt zu den unglaublichsten Begegnungen. ‚Bruchfeste Babyboxen‘ teilen sich eine Seite mit ‚Pfeffikus‘, der ‚futuristisch anmutenden Pfefferreibe‘, die gleichzeitig noch ein Salzstreuer ist. Die absolute Glanzleistung finden wir in der Nummer 31/88 auf Seite 9: Das Zusammentreffen der zwei schönsten Begriffe, die unsere Sprache zu bieten hat – ‚Spritzwasserdichte Duschabtrennung‘ und ‚Explosionsgeschützter Benzinkanister‘.
Wer sich jetzt fragt, was das eigentlich noch mit Backhandwerk zu tun hat, dem antworte ich mit (der damaligen Chefredakteurin) Frau (Ursula) Schmidt: ‚Was wollen Sie denn jede Woche immer Neues über Brot schreiben?‘
(…)
Kurz und sehr gut: Es ist ein unbeschwertes Arbeiten, dort in der Redaktion in Hilden, aber einer kontrolliert das ganze Treiben sicherheitshalber doch noch. Es ist der Schutzheilige der Bäcker, und der heißt nicht etwa Mondamin oder Gustin Hoffmann, sondern Dipl. Betriebswirt Karl Esser, Leiter der Pressestelle des Zentralverbands des Deutschen Bäckerhandwerks e. V., Bad Honnef.“
In der heute-show, einem Satireformat des ZDF, war die Bäckerblume Gegenstand der Sendung vom 23. Januar 2015. Die gezeigte Titelseite mit der Schlagzeile „Je suis lecker“ war von der Redaktion des Satiremagazins frei erfunden. Noch Mitte 2016 wies der Herausgeber beim Aufruf der Website der Zeitschrift darauf hin, dass der Titel „nie Gegenstand einer realen Ausgabe“ war.
Im Roman „Katzencafé“ von Charlie Jonas, erschienen im Thiele-Verlag 2020, droht der fiktive Lokalchef einer größeren Kölner Tageszeitung seinem Reporter, der unwillig ist, einen bestimmten Artikel zu schreiben, damit, dass der Reporter demnächst bei der Bäckerblume weiterschreiben könne.